# PFC Rheden
PFC Rheden is een zwem- & waterpoloclub uit Rheden. PFC Rheden heeft meer dan 350 leden en is aangesloten bij de KNZB en de NPZ-NRZ. De vereniging heeft onder andere een synchroonzwem-, wedstrijdzwem-, zwemles- en waterpolo-afdeling. PFC Rheden komt voort uit een fusie van de verenigingen Poseidon uit Velp en De Flamingo's uit Rheden. De naam betekent dan ook Poseidon Flamingo Combinatie.